# Тулин, Николай Алексеевич
Николай Алексеевич Тулин (27 апреля 1925, Константиновский, Ярославская губерния — 29 июня 1988, Москва) — советский государственный и хозяйственный деятель.

## Биография
Родился 27 апреля 1925 года на Константиновском заводе (ныне — Тутаевского района). Член КПСС.
Участник Великой Отечественной войны.
С 1952 года — на хозяйственной работе.
В 1952—1988 гг.: 
- помощник мастера, мастер, начальник смены электросталеплавильного цеха № 1 Челябинского металлургического завода,
- аспирант МИСиС,
- мастер, заместитель начальника, начальник цеха, главный электрометаллург, директор Челябинского металлургического завода,
- заместитель министра чёрной металлургии СССР.

Умер в Москве в 1988 году.

## Награды
- два ордена Ленина
- орден Октябрьской Революции
- орден Славы 3-й степени (11.02.1944)[2]
- два ордена Отечественной войны II степени (23.01.1945[3], 6.4.1985[4])
- два ордена Красной Звезды (5.02.1945[5], 18.5.1945[6])
- Государственная премия СССР (дважды)
- Премия Совета Министров СССР (дважды)